# Brannay
Brannay település Franciaországban, Yonne megyében. Lakosainak száma 778 fő (2022. január 1.). Brannay Lixy, Dollot, Saint-Sérotin, Saint-Valérien és Villebougis községekkel határos.

## Népesség
A település népességének változása:
| Lakosok száma | 793  | 798  | 800  | 786  | 790  | 787  | 787  | 782  | 778  |
|               | 2013 | 2015 | 2016 | 2017 | 2018 | 2019 | 2020 | 2021 | 2022 |